# Nicholas Ford

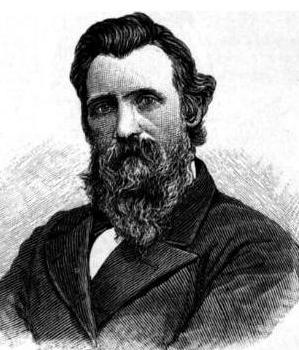
Nicholas Ford

Nicholas Ford (* 21. Juni 1833 in Wicklow, Irland; † 18. Juni 1897 in Miltonvale, Kansas) war ein irisch-amerikanischer Politiker. Zwischen 1879 und 1883 vertrat er den Bundesstaat Missouri im US-Repräsentantenhaus.

## Leben
Nicholas Ford besuchte die öffentlichen Schulen seiner irischen Heimat. Im Jahr 1848 kam er mit seinen Eltern in die Vereinigten Staaten, wo sich die Familie zunächst in Chicago (Illinois) niederließ. 1859 zog Ford nach Saint Joseph in Missouri. In den folgenden Jahren arbeitete er in Colorado und in Montana im Bergbau. Nach seiner Rückkehr nach Missouri ließ er sich in der dortigen Stadt Rochester nieder, wo er im Handel arbeitete. Gleichzeitig begann er als Mitglied der kurzlebigen Greenback Party eine politische Laufbahn. Im Jahr 1875 war er Abgeordneter im Repräsentantenhaus von Missouri.
Bei den Kongresswahlen des Jahres 1878 wurde Ford im neunten Wahlbezirk von Missouri in das US-Repräsentantenhaus in Washington, D.C. gewählt, wo er am 4. März 1879 die Nachfolge von David Rea antrat. Nach einer Wiederwahl konnte er bis zum 3. März 1883 zwei Legislaturperioden im Kongress absolvieren. In den Jahren 1882 und 1890 bewarb er sich erfolglos um seinen Verbleib im bzw. seine Rückkehr in den Kongress. In der Zwischenzeit war er Mitglied der Republikanischen Partei geworden. Als deren Kandidat bewarb er sich im Jahr 1884 ebenso erfolglos um das Amt des Gouverneurs von Missouri. Später zog er nach Virginia City in Nevada, wo er Mitglied im Gemeinderat wurde. Seinen Lebensabend verbrachte Nicholas Ford in Miltonvale, wo er am 18. Juni 1897 verstarb.